# 2016年夏季奥林匹克运动会男子篮球比赛参赛球员名单
2016年夏季奥林匹克运动会男子篮球参赛球员名单是2016年夏季奥林匹克运动会十二支男子篮球参赛代表队球员名单，只有被注册在名单内的球员才能参加本届赛事，各队可注册12名球员。

## B组

### 巴西
On 27 July, 安德森·瓦莱乔 left the squad due to injury and was replaced by 克里斯蒂亞諾·費利西奧.